# Gelis pusillus
Gelis pusillus là một loài tò vò trong họ Ichneumonidae.